# Энгельман, Теодор Вильгельм
Теодор Вильгельм Э́нгельман (нем. Theodor Wilhelm Engelmann; 1843, Лейпциг — 1909, Ланквиц) — физиолог, биолог и зоолог.

## Биография
Сын известного издателя и книготорговца Вильгельма Энгельмана родился в Лейпциге 14 ноября 1843 года.
Посещал школу Святого Фомы. Уже в ранней юности его дядя, зоолог Юлиус Виктор Карус и Фридрих фон Штейн поощряли мальчика заниматься научными наблюдениями. Став увлечённым натуралистом и коллекционером «всего, что ползает и убегает», Энгельман уже в шестнадцать лет опубликовал свою первую научную статью по морфологии инфузорий («Ueber d. Fortpflanzung von Epistylis crassicolis, Carchesium polypinum u. über Cysten auf den Stöcken des letzeren Tiere», «Zeitschr. wissensch. Zoologie», т. X, 1859; «Zur Naturgeschichte d. Infusionstiere», там же, XI, 1862). Но родители также позаботились о его музыкальном образовании; во время учебы в школе он учился игре на фортепиано и виолончели.
Осенью 1861 года он поступил в Йенский университет, где слушал лекции Карла Снелла по физике, Маттиаса Якоба Шлейдена по ботанике, Альберта фон Бецольда по физиологии и электричеству, Карла Гегенбаура по анатомии и Эрнста Геккеля по зоологии. С 28 апреля 1863 года продолжал обучение в Лейпцигском университете, где занимался у Меттениуса, Наумана, Эрдмана, Вебера. С 28 апреля 1864 года Энгельманн посещал лекции в Гейдельбергском университете — Гофмейстера, Гельмгольца, Бунзена. После занятий (в 1865 году) в Гёттингенском университете у Якоба Генле и Вильгельма Краузе в апреле 1866 года он вернулся в Лейпциг, где усиленно занимался медициной: знакомился с офтальмологией у Рюте, посещал повивальную школу Карла Креде и университетскую клинику Вундерлиха. После завершения учебы за работу о роговице глаза 3 января 1867 года Энгельманн получил степень доктора медицины. 
В 1871 году получил в Утрехтском университете должность адъюнкт-профессора профессора Дондерса, своего тестя; с 15 сентября 1877 года был профессором общей физиологии, сравнительной биологии, гистологии, экспериментальной фармакодинамики и токсикологии; 21 июня 1888 года получил заведование кафедрой физиологии.
Энгельману предлагали должности профессора во Фрайбургском университете в 1879 году, в Цюрихском университете в 1884 году, в Йенском университете в 1888 году; но только в 1897 году он решил принять должность в Берлинском университете, освободившуюся в связи со смертью Дюбуа-Реймона; занял его место ординарного профессора физиологии и директора физиологического института,  был деканом медицинского факультета Берлинского университета в 1901/1902 учебном году.
Летом 1908 года оставил профессорскую должность по состоянию здоровья. Страдая от последствий диабета, он скончался 20 мая 1909 года в Ланквице под Берлином. Его могила находится на мемориальном кладбище кайзера Вильгельма в берлинском районе Вестенд. 

## Научные исследования
Крайне многочисленные исследования Энгельмана посвящены физической физиологии и биологии животных и растений, отличаются в высшей степени остроумной и изящной постановкой опытов, точным и ясным освещением полученных результатов, касаются нервной и мышечной физиологии («Zusammenhang von Nerven u. Muskelfasen», 1863; «Ueber d. Ursprung d. Muskelkraft», Лпц., 1893 и т. д.), физиологии зрения, сердца, отношения к свету низших организмов («Ueber Licht- und Farhenperception niederster Organismen», «Pfluger’s Archiv», т. 29, 1882) и т. д. и напечатаны большей частью в «Pfluger’s Archiv für gesammte Physiologie», «Archives néerlandaises des sciences exactes et naturelles», «Onderzoekingen, gedoan in physiologisch. Laboratorium d. Utrechtsche Hoogschool», протоколах Амстердамской академии и «Botanische Zeitung».
В ботанике Энгельман, главным образом, известен своими работами по поглощении углекислоты растениями. Используя свои исследования по действию света на бактерии, применил бактериальный метод исследования этого процесса («Nette Methode z. Untersuchung d. Sauerstoffausseheidung pflanzlicher und tierischer Organismen», «Pfluger’s Archiv», 25, 1881, «Botan. Zeitung», 1881; «Ueber Sauerstoffänsscheidung von Pflanzenzellen im Microspectrum», там же, 1882; «Die Erscheinungsweise der Sauerstoffausscheidung chromophyllhaltiger Zellen im Licht bei Anwendung der Bacterienmethode», «Pfluger’s Archiv», 97, 1894 и т. д.). При помощи этого метода и изобретённого им метода микроспектрофотометрических исследований («Das Microspectrometer», «Zeitschrift wissensch. Microscopie», 1888; «Tafeln und Tabellen z. Darstellung d. spectroscopischer und spectrophotometrischer Beobachtungen», Лпц., 1897 и т. д.) им создана теория распределения растений в водных глубинах. Энгельманом была также открыта ассимиляция углекислоты у бесхлорофильных пурпурных бактерий («Die Purpurbacterien und ihre Beziehung z. Lichte», «Botan. Zeitung», 1888), Энгельманом изобретено и усовершенствовано много приборов для физиологических исследований и выработаны методы этих исследований. Вместе с Гиссом Энгельман редактировал «Archiv für Anatomie und Physiologie».

## Семья
Первая жена, дочь Дондерса, Мария-Анна-Терезия, умерла в 1870 году при родах.
Второй раз Энгельманн женился 31 марта 1874 года на пианистке Эмме Вильгельмине Франциске Вик (псевдоним Эмма Брандес; 18.01.1853, Нойбуков — 14.06.1940, Берлин-Шпандау). Их дети:
- Элизабет Ида София (30.01.1875, Утрехт — 01.10.1901, Утрехт); с 28 мая 1896 года замужем за Хендриком Паулюсом ван Хейстом (ок. 1866 — 1924)
- Анна Луиза (21.04.1876, Утрехт — 1924); с 26 августа 1897 года замужем за Альбертом Наратом
- Вильгельм Андреас (10.01.1878, Утрехт — 1955)
- Ганс Роберт (03.12.1885, Нойбуков — 1946).

Дом Энгельманнов в Утрехте превратился в центр камерной музыки в Нидерландах. Здесь регулярно проходили концерты, на которых присутствовало до 200 человек. Здесь были Клара Шуман, Антон Григорьевич Рубинштейн, Елизавета и Генрих фон Герцогенберги, Ханс фон Бюлов, Нина и Эдвард Григ, Йозеф Иоахим и Иоганнес Брамс. В 1876 году Брамс посвятил Энгельману свой третий струнный квартет си-бемоль мажор op. 67. 